# エンドユーザー

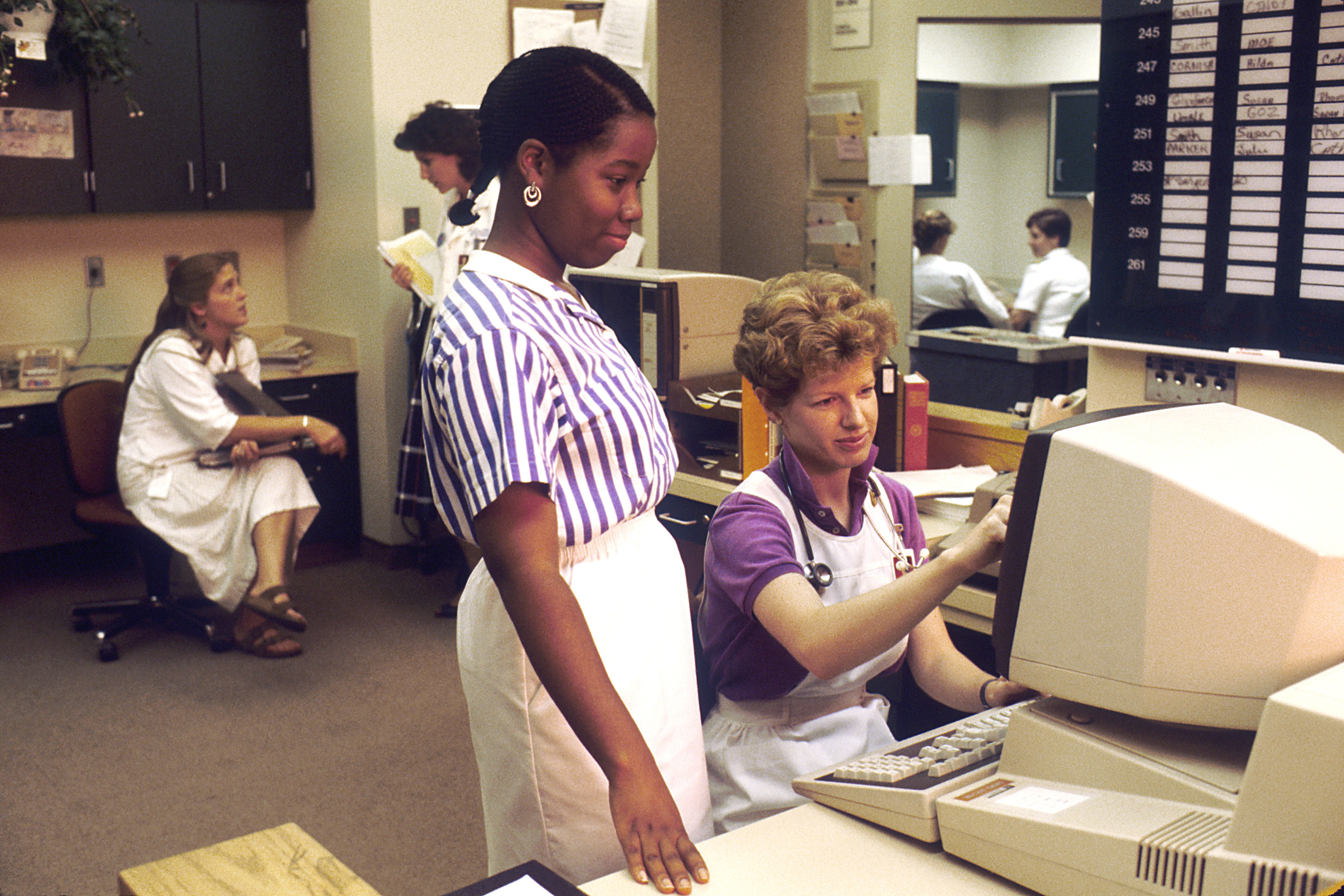
情報システムのエンドユーザーとしての看護師

エンドユーザー (英: end user, end-user) またはユーザーとは、コンピューティングプラットフォーム上のアプリケーション、データ、およびサービスの最終的な消費者である。つまり、テクノロジー商品を最終的に使う人を意味する言葉である 。末端消費者、最終消費者または最終顧客とも呼ばれる。
エンドユーザーは顧客とは異なる概念である。顧客は商品を購入したとしても、必ずしもそれを使うとは限らない。例えば、ゾウの餌を顧客として買うのは飼育係だが、エンドユーザーはゾウである。契約書などでは、「エンドユーザー」という用語は再販業者でない者を示す。この定義で見れば、飼育係に餌を売った業者が非エンドユーザーで、飼育係はエンドユーザーということになる。 エンドユーザー使用許諾契約 （EULA）では、エンドユーザーは、ソフトウェアをインストールする再販業者 、またはソフトウェアを購入して管理する組織とは区別される 。 
エンドユーザーの議論は一般的にコンピュータアプリケーションに関する文脈で行われ、エンドユーザーは、システムオペレーター、システム管理者、データベース管理者、IT専門家、ソフトウェアの専門家、コンピューター技術者など、商品の利用を支援または保守するユーザーと反対のユーザーの意味で使われる。エンドユーザーは通常、製品設計者の技術的理解やスキルを持たない。 設計者が忘れたり見過ごしたりしやすく、 顧客が不満を感じる機能につながる。  情報技術では、エンドユーザーは通常の意味での「 顧客 」ではなく、通常は顧客の従業員である。  たとえば、大規模な小売企業が従業員が使用するソフトウェアパッケージを購入した場合、その大規模な小売企業はソフトウェアを購入した「顧客」だったが、エンドユーザーは仕事でソフトウェアを使用する企業の従業員である。 
特定のアメリカの防衛関連製品および情報は、ITARおよびEARに基づく米国政府からの輸出承認を必要とする。ライセンスを輸出するには、最終用途証明書を取得するためにエンドユーザーと用途を両方特定する必要がある。 英国では、エンドユーザーアンダーテイキング（EUU）という名前の製品のライセンスに付属するドキュメントが存在する。 
「エンドユーザー」はソフトウェア工学での中心的概念のひとつであり、あるソフトウェアを最終的に使うと想定される人々を「エンドユーザー」のペルソナとして定義することで、ユーザーの特徴を考慮して設計が行われる。他に、想定ユーザー、対象ユーザーなどとも言う。 特に、プログラムを広く大衆向けに製造販売する場合は、エンドユーザーは技術的経験や事前の訓練がほとんど全く無いと想定することが多い。

## 環境
エンドユーザーは、 情報システムの管理の複雑さに寄与する3つの主要な要因の1つである 。 エンドユーザーの位置が1950年代の位置（エンドユーザーがメインフレームと対話しなかった場所、コンピュータの専門家がプログラムしてメインフレームを実行した位置）から、エンドユーザーが管理情報システムおよび情報に協力して助言する2010年代の位置に変更された。システムまたは製品に関する彼または彼女のニーズに関する技術部門。 これにより、次のような新しい疑問が生じる：各リソースを管理するのはだれであるか？ MIS部門の役割は何であるか？ エンドユーザーとMIS部門の間の最適な関係は何であるか？ 

## エンパワーメント
「エンドユーザー」の概念は、1980年代後半に最初に浮上し、それ以来多くの議論を呼んでいる。 1つの課題は、高度な機能を追加することで（より高度なユーザー向け）、制約を追加して（初心者のユーザーが誤って会社全体のデータベースを消去しないようにするため）、ユーザーに自由度を与えることである。  この現象は、コンピュータ製品とソフトウェアの「 消費 」の結果として現れた。 1960年代と1970年代のコンピュータユーザーは、一般にプログラミングの専門家やコンピュータサイエンティストだった。 しかし、1980年代、特に1990年代半ばから後半にかけてと2000年代の初めには、日常的に、一般の人々が個人用と仕事用のコンピュータデバイスとソフトウェアを使い始めた。 ITスペシャリストは、この傾向にさまざまな方法で対処する必要がある。 2010年代には、ユーザーは操作するシステムをより詳細に制御したいと考えているため、自分の問題を解決し、ニーズに合わせてシステムを変更、カスタマイズ、「調整」できるようになりた。 欠点は、高度なレベルでコンピュータまたはソフトウェアを適切に操作する方法に関する知識がないためにユーザーが制御できるシステムとデータが破損するリスクである。 
企業がユーザーにアピールするために、彼らはエンドユーザーを新製品、ソフトウェアの発売、更新に適応させ、考えるように注意する。 プログラマー開発者と日常のエンドユーザーの間でパートナーシップを形成し、双方が製品を最大限に活用できるようにする必要がある。  公共図書館は、カードカタログのデジタル化や電子書籍や電子ジャーナルへの移行、オンラインサービスの提供など、さまざまな点で新しいテクノロジーの影響を受けている。 ライブラリは、対応するために多くの変更を行う必要があり 、 Web 2.0とデータベースのスキルについて既存の司書を訓練したり、ITおよびソフトウェアの専門家を雇ったりする必要がある 。 

## エンドユーザー向けドキュメント

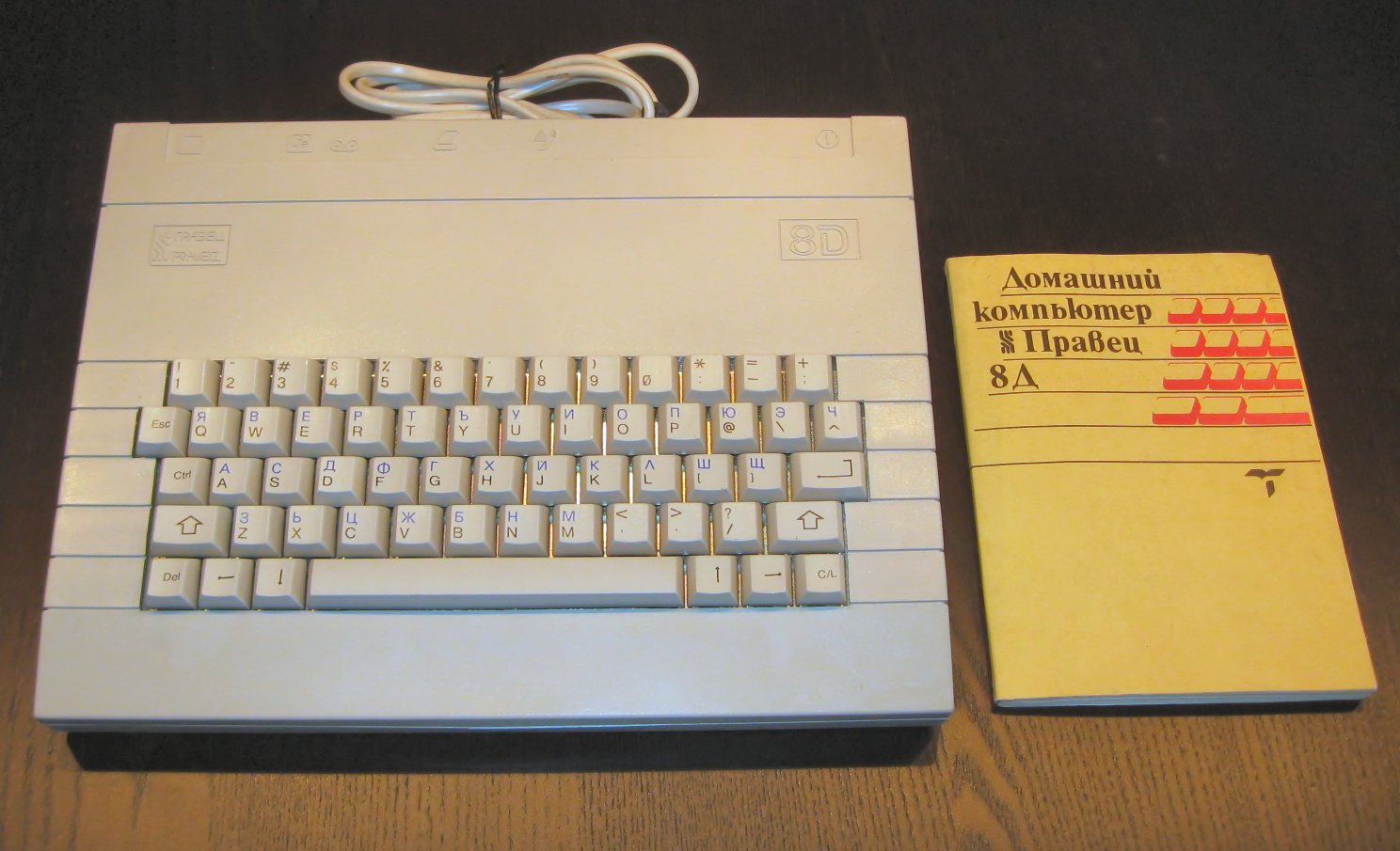
1980年代のパーソナルコンピュータとエンドユーザードキュメント

エンドユーザー向けドキュメント （製品のマニュアルやガイドブックなど）の目的は、ユーザーがシステムの特定の側面を理解し、すべての回答を1か所で提供できるようにすることである。  ユーザーが特定の製品またはサービスを理解して適切に使用するのに役立つ多くのドキュメントが用意されている。 入手可能な情報は通常非常に広範で、一貫性がないか、あいまいであるという事実（たとえば、高度な機能の使用に関するガイダンスを含む数百ページのユーザーマニュアル）のため、多くのユーザーが情報過多に悩まされている 。 したがって、彼らは正しい行動方針をとることができなくなる。 これは、製品やサービス、およびそれらに必要なドキュメントを開発する際に留意する必要がある。 
ユーザーが参照するには、よく書かれたドキュメントが必要である。 そのようなドキュメントのいくつかの重要な側面は次のとおりである： 
- 読者がセクションを見つけるのに役立つサブセクションの特定のタイトルとサブタイトル
- 読者がデバイスまたはプログラムの使用方法を理解するのに役立つビデオ、注釈付きのスクリーンショット 、テキストおよびリンクの使用
- 専門的な専門用語や頭字語を使わずに、最も基本的な指示からプレーンな言語で書かれた情報の構造化された提供。中級または上級ユーザーが必要とする情報に進みる（これらのセクションには専門用語や頭字語を含めることができるが、新しい各用語は最初の使用時に定義またはスペルアウト）
- ヘルプガイドの検索、情報の検索、情報へのアクセスが簡単
- 明確な最終結果が読者に説明される（たとえば、「プログラムが正しくインストールされると、アイコンが画面の左隅に表示され、 LEDが点灯する。  」 ）
- 詳細な番号付きの手順。さまざまな熟練レベル（初心者から上級者まで）のユーザーが段階的に製品やサービスのインストール、使用、 トラブルシューティングを行えるようにする。
- Unique Uniform Resource Locator （URL）。ユーザーは製品のWebサイトにアクセスして、追加のヘルプやリソースを見つけることができる。

マニュアルが大きすぎる、またはマニュアルに含まれる専門用語や頭字語が理解できないなど、さまざまな理由により、利用可能なドキュメントをユーザーが参照しない場合がある。 他のケースでは、ユーザーは、マニュアルがコンピューターとソフトウェアの既存の知識を持っているユーザーについてあまりにも多くの仮定をしていることに気づくかもしれない。 したがって、ソフトウェアやコンピュータのハードウェアを理解できないため、イライラしたユーザーが誤った問題を報告する可能性がある。 これにより、企業はソフトウェアの「実際の」問題に焦点を合わせるのではなく、「認識された」問題に焦点を合わせるようになる。 

## 安全保障
2010年代には、ユーザーのセキュリティとプライバシーに重点が置かれている。 人々の生活の中でコンピューターが果たす役割の増加に伴い、人々はラップトップやスマートフォンを携帯し、それらを使用して予約をスケジュールし、クレジットカードを使用してオンラインで購入し、情報を検索している。 これらの活動は、企業、政府、または個人によって観察される可能性があり、プライバシー、 個人情報の盗難 、 詐欺 、 脅迫 、およびその他の深刻な懸念の侵害につながる可能性がある。 同様に、中小企業のスタートアップから大企業に至るまで、多くの企業が製品やサービスの設計、製造、マーケティング、販売にコンピューターとソフトウェアを使用しており、企業もバックオフィスプロセス（ 人事など）でコンピューターとソフトウェアを使用している。 給与など ）。 そのため、人々や組織が、コンピュータネットワークを介して保存、使用、送信したり、コンピュータシステムに保存している情報やデータは安全であることを知っておくことが重要である。 
ただし、ソフトウェアとハードウェアの開発者は、 ユーザーフレンドリーで 、ほぼすべてのデバイスで24時間年中無休でアクセスでき、真に安全なシステムを開発する上で多くの課題に直面している。 データや情報を保護するためのセキュリティ対策（ ファイアウォール 、 暗号化 、 強力なパスワードなど ）を実施している個人や組織であっても、セキュリティリークが発生する 。 このような安全なシステムを作成することの複雑さは、人間の行動が常に合理的または予測可能であるとは限らないという事実に起因する。 非常に安全なコンピュータシステムでも、悪意のある個人が従業員に電話をかけ、ソフトウェア会社で働く私立探偵のふりをして、個人のパスワードを要求することができる。これは、「 フィッシング 」と呼ばれる不正なプロセスである。 同様に、十分に安全なシステムを使用していても、会社の電子ファイルをUSBドライブに置いて、週末に家に持ち帰って作業することを決めた場合（多くの企業のポリシーに対して）、このUSBドライブを紛失した場合、会社のデータが侵害される可能性がある。 したがって、開発者は、 情報セキュリティとシステムセキュリティを実現するために、ユーザーにとって直感的なシステムを作成する必要がある。 
エンドユーザーのセキュリティを確保するためのもう1つの重要なステップは、人々と従業員にセキュリティの脅威と、脅威を回避するため、または自分と組織を保護するために何ができるかを通知することである。 機能とリスクに明確に下線を引くことで、ユーザーが製品を使用している間、ユーザーの意識と情報が向上する。 
- 管理者オプションとしての自動ログオン
- コンピューターまたはプログラムがユーザーの個人情報とHTTP「Cookie」を「記憶」するオートフィルオプション
- 不審なメールのジャンクメールを開く、および/またはこれらに含まれる添付ファイルまたはコンピューターファイルを開く/実行する
- 特にWi-Fi接続を使用している場合、電子メールはサードパーティによって監視できる
- 安全でないWi-Fi、またはコーヒーショップやホテルでの公衆Wi-Fiネットワークの使用
- 脆弱なパスワード （個人の名前、生年月日、子供の名前または生年月日、または「1234」などの推測しやすいパスワードを使用）
- ウイルスなどの悪意のあるプログラム

実施されているセキュリティ対策が強力であっても、ユーザーの選択とユーザーの行動は、情報の安全性に大きな影響を与える。 したがって、インフォームドユーザーとは、使用しているシステムを保護し、最高のセキュリティを実現できるユーザーのことである。  エンドユーザーのセキュリティの重要性とそれが組織に及ぼす影響のため、英国政府は公務員が政府のネットワークとコンピューターを使用する際にセキュリティをより意識する方法を学ぶのを助けるために公共部門へのガイダンスを設定した。 これは特定のセクターを対象としているが、このタイプの教育活動は、あらゆるタイプのユーザーにとって有益である。 これは、開発者がセキュリティ基準を満たし、エンドユーザーが関連するリスクを認識するのに役立ちる。  ReimersとAnderssonは、エンドユーザーのセキュリティ習慣について多くの調査を実施し、同じ種類のセキュリティの "ベストプラクティス"の繰り返しの教育/トレーニングが、特にエンドユーザーのネットワークセキュリティ習慣の順守の認識に著しい影響を与える可能性があることを発見した。 

## 引き受け

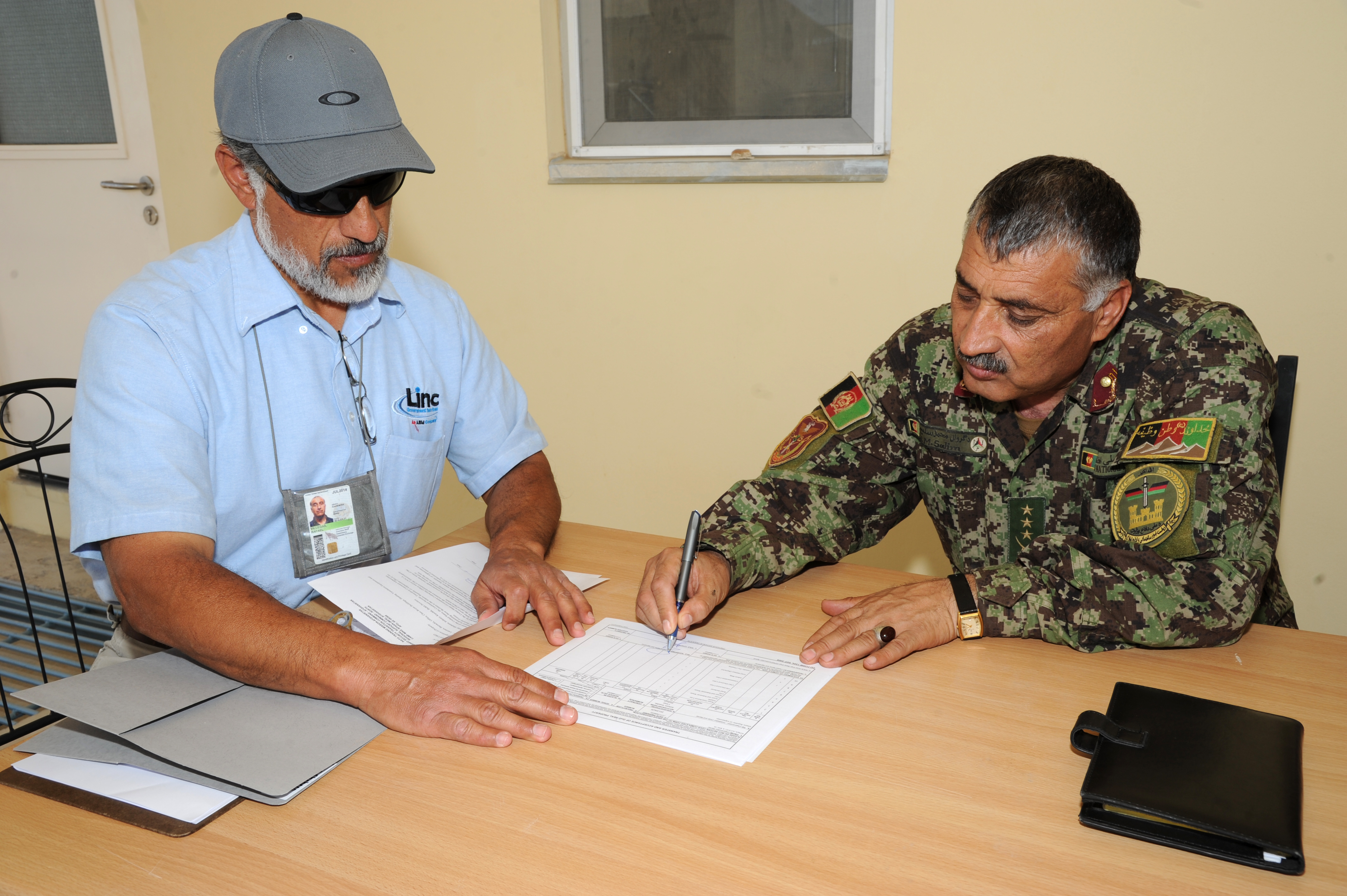
2009年に兵舎の制御をアフガニスタン軍に移すためにエンドユーザーのドキュメントを通過するNATOの当局者とアフガニスタンの大佐

エンドユーザーアンダーテイキング（EUU）は、ユーザーが誰であるか、なぜ製品を使用しているのか、どこに住んでいるのか（またはどこで働いているのか）を示す文書である。 このドキュメントは、エンドユーザーのビジネスに携わる当局の立場にある人物が記入し、署名する必要がある。 すべての文書は英語であるか、そうでない場合は有効な英語の翻訳が添付されている必要がある。 通常、EUUは製品ライセンスとともに送信される。 